# 姜培禄
姜培禄（1921年—2002年），山东福山人，中华人民共和国政治人物，曾任旅大市金属制品工业公司经理，旅大市副市长。

## 生平
1954年，当选第一届全国人民代表大会代表。